# Jiří Kodeš
Jiří Kodeš (17 de febrero de 1933 - 2 de marzo de 2006) fue un deportista checoslovaco que compitió en piragüismo en la modalidad de aguas tranquilas. Ganó dos medallas de bronce en el Campeonato Mundial de Piragüismo de 1958.
Participó en los Juegos Olímpicos de Roma 1960, donde finalizó quinto en la prueba C2 1000 m.

## Palmarés internacional
| Campeonato Mundial | Campeonato Mundial     | Campeonato Mundial | Campeonato Mundial |
| Año                | Lugar                  | Medalla            | Evento             |
| ------------------ | ---------------------- | ------------------ | ------------------ |
| 1958               | Praga (Checoslovaquia) | Medalla de bronce  | C2 1000 m          |
| 1958               | Praga (Checoslovaquia) | Medalla de bronce  | C2 10 000 m        |